# Martin Achtnich
Martin Achtnich (Winterthur, Suíça, 20 de maio de 1918 - 3 de julho de 1996) foi psicólogo e pedagogo, orientador profissional e discípulo de Leopold Szondi.

## Biografia
Achtnich era o filho mais novo de uma família de industriais do setor de malharia e papel e celulose. Concluiu formação universitária em Filosofia, Pedagogia e Psicologia – na época uma unidade. Paralelamente concluiu, também, formação no Instituto de Psicologia Aplicada (IAP) em Zurique, aprofundando-se em Orientação e Informação Profissional, Doenças do Trabalho, Caractereologia, Psicologia Profunda, Psicologia Sistêmica, Diagnóstico de Rorschach, Grafologia e Aconselhamento Psicológico. Escreveu tese de doutorado sobre  “Valores normativos da curva laboral de Kraepelin em rapazes de 10 a 15 anos e o seu significado para a apreensão de crianças com distúrbios de comportamento”.
Durante sua formação no IAP, em 1946, conheceu Leopold Szondi, um psiquiatra e psicanalista húngaro, que havia se refugiado na Suíça durante a 2ª Guerra Mundial. Szondi lecionava sobre o seu teste (Teste de Szondi) e sobre a Análise do Destino. Com mais outros três estudantes, fez parte do primeiro grupo de estudos coordenado por Szondi.
Em 1947 começou a trabalhar como orientador profissional, atendendo em média 450 jovens por ano. Permaneceu fiel a essa atividade, que exerceu com muita dedicação durante toda sua vida. De 1949 a 1960 dirigiu o Centro de Orientação Profissional, em Winterthur. Nessa posição desenvolveu projetos de grande amplitude social na área de informação profissional.
Em 1961 passou a trabalhar como orientador profissional em consultório particular, atendendo pessoas em crise profissional e pessoal, ou que apresentavam distúrbios de aprendizagem e do trabalho. A base teórica do seu trabalho adquirira no “Grupo de Estudos da Análise do Destino e Pesquisa Experimental das Pulsões”, durante três anos, junto a Leopold Szondi. Foi membro da “Sociedade Suíça de Terapia segundo a Análise do Destino” e da “Sociedade Suíça de Psicoterapeutas de Crianças e Adolescentes”.
Posteriormente, por sugestão de Hansjörg Ringger, desenvolveu um teste para clarificar o perfil de inclinação profissional, considerando os fatores pulsionais da Análise do Destino. Seguindo a orientação de Szondi, decidiu construir um teste baseado em fotos, pois elas teriam um poder de evocação maior do que frases. Para a padronização do teste apoiou-se na técnica das associações, desenvolvida por Freud. Após 18 anos de dedicação,  concluiu o Berufsbildertest – Teste de Fotos de Profissões (BBT).
O BBT teve grande aceitação na Suíça e, em meados dos anos 80, foi introduzido em diferentes países da Europa, tendo sido traduzido inicialmente para o francês em 1987, na Bélgica. Desde então, esse teste vem sendo utilizado na Bélgica, França, Israel, Polônia e na Rússia, entre outros países. No Brasil, o BBT foi introduzido por André Jacquemin, em 1989, então diretor do curso de psicologia da Faculdade de Filosofia Ciências e Letras da Universidade de São Paulo, em Ribeirão Preto.

## Obras publicadas
- ACHTNICH, M. (1951). Willensfreiheit und Zwang in der Berusfsberatung der Arbeistsscheuen. Artikel in "Berufsberatung und Berifsbildung", Zürich, Okt. 1951.
- ACHTNICH, M. (1952). Warum es sich lohnt, den Berufsberater beizuziehen. Artikel im "Schweizer Spiegel", Zürich, Okt. 1952.
- ACHTNICH, M. (1953). Grundlegende Wahrscheinlichkeitsberechnungen zum Szondi-Test. Szondiana I, Verlag Hans Huber Bern.
- ACHTNICH, M. (1955). Berufswahl und Berufsberatung der Spezialklassenscüler. Artikel in "Schweiz. Erziehungsrundschau", Okt./Nov. 1955.
- ACHTNICH, M. (1963). Berufsbilder-Wahltest auf Grund der Szondischen Theorie. Bericht über das 3. Kolloquium der Internationalen Forschungsgemeinschaft für Schicksalspsychologie, 13.- 15. Aug. 1963. Szondiana VI, Huber Verlag, Bern.
- ACHTNICH, M. (1966). Autorasser im Szonditest. Bericht über das 4. Kolloquium der Internat. Forschugsgemeinstchaft für Schicksalspsychologie, 23. - 27. aug. 1966. Szondiana VII, Huber Verlag, Bern.
- ACHTNICH, M. (1969). Schicksalsanalytisch Orientierte Berufsberatung Anhand des Berufsbilder-Wahltestes. Ein Beitrag zur Psychologie der Berufswahl, des Berufswechsels und der Berufsprognose. Bericht über das 5. Kolloquium der Internat. Forschungsgemeinschaft für Schicksalspsychologie, Louvain-Löwen 31 aug. - 3 sept. 1969. Szondiana VIII, 1971, Hans Huber, Bern. L´Analyse du Destin, Nauwelaerts, Louvai, 1971.
- ACHTNICH, M. (1979). Der Berufsbilder-Test – Projektives Verfahren zur Abklärung der Berufsneigung. Bern, Stuttgart, Wien: Verlag Hans Huber.
- ACHTNICH, M. & HALDER, K. (1985). Berufsbilder-Test und Graphologie in der Berufs und Laufbahnberatung. Szondiana 5. Jahrgang 1985, Heft 2. Redaktion: Stiftung Szondi-Institut, Krähbülstrasse 3º, Zürich.
- ACHTNICH, M. (1986). Charakterologie der Turn und Sportlehrer. Szondiana 6. Jahgrang 1986, nº 1.
- ACHTNICH, M. (1987). Le BBT, Test de Photos de Professions. Editest, Bruxelles, 1987.
- ACHTNICH, M. (1987). Der Berufsbildertest. Seine Anwendung in der Berufs- und Laufbahnberatung - eine Einführung. Hans Huber, Bern.
- ACHTNICH, M. (1988). Introduction au Test de Photos de Professions. La Revue de Psychologie Appliquée, nº 4, Paris.
- ACHTNICH, M. (1988). Le BBT dans L´orientation Professionelle. Colloque d´Orientation Professionelle, Université Catholique de Louvain-La-Neuve, 2.-3. juni 1988.
- ACHTNICH, M. (1991). BBT – Teste de Fotos de Profissões. São Paulo: Cetepp.